# Jalmar Castrén
Jalmar Castrén (né le 14 décembre 1873 à Alatornio et mort le 19 février 1946 à Helsinki) est un homme politique finlandais,. 

## Biographie

### Famille
Jalmar Castrén appartient à la famille Castrén de fonctionnaires et de pasteurs du nord de la Finlande. 
Ses parents sont le comte Fredrik Edvard Castrén et Sofia Elisabet Borg. 
Son père et son grand-père ont tous deux été pasteurs d'Alatornio. 
Jalmar Castrén épouse Elli Montell en 1896. 
Leurs enfants sont le professeur de génie civil Viljo Castrén , le docteur en génie Reino Castrén et l'historienne Liisa Castrén , ainsi que le docteur en médecine et chirurgien Paavo Edvard Castrén. 
L'architecte Heikki Castrén est son petit-fils et l'actrice Elli Castrén est sa petite-fille.

### Ingénieur et enseignant
En 1891, Jalmar Castrén obtient son diplôme de fin d'études secondaires au lycée d'Oulu.
En 1895 il obtient un diplôme d'ingénieur à l'institut polytechnique.  
Il étudie à l'Université technique de Berlin.
Jalmar Castrén est assistant d'enseignement de 1896 à 1899 et en septembre 1901 il devient enseignant à temps plein au département d'ingénierie. 
Lorsque l'institut polytechnique devient l'Université de technologie d'Helsinki en 1908, il est nommé maitre de conférences et, en 1912, professeur par intérim. 
En 1916, il obtient un poste de professeur permanent. 
Jalmar Castrén a été professeur jusqu'en août 1923 et a également été vice-recteur de TKK de 1919 à 1922,.

### Politicien
Jalmar Castrén, est membre du Parti jeune finnois, il est élu conseiller municipal d'Helsinki de 1913 à 1917. 
En novembre 1917, il est nommé directeur du Comité des Transports et travaux publics du gouvernement Svinhufvud I (27.11.1917-27.5.1918).
Après le début de la guerre civile finlandaise, Jalmar Castrén et Pehr Evind Svinhufvud sont cachés à Helsinki dirigée par les Rouges, d'où ils ont fui vers l'Estonie sur le brise-glace Tarmo en mars 1918 . 
Ils retourneront dans la partie tenue par les Blancs à Vaasa, lorsque Jalmar Castrén aura participé aux négociations en Allemagne pour envoyer des troupes allemandes en Finlande pour aider les Blancs. 
Après la guerre, Jalmar Castrén continue en tant directeur du Comité des Transports et travaux publics du gouvernement Paasikivi I (27.5.1918-27.11.1918 ). 
Après la dissolution du  Parti jeune finnois, il rejoint le Parti de la coalition nationale.
Il sera grand électeur aux élections présidentielles de 1925 puis Ministre des Transports et des Travaux publics du gouvernement Mantere (22.12.1928-16.8.1929).
Il lui est proposé de devenir Premier ministre en 1925 et de nouveau après la rébellion de Mäntsälä en 1932, mais il n'est pas intéressé. 
Au fil du temps, il s'est éloigné de la politique des partis en gardant son intérêt pour les questions de défense nationale.

## Écrits
- Kemin–Rovaniemen rautatie, sen taloudellinen merkitys ja kannattavaisuus Helsinki, (1903)
- Petsamon radan taloudelliset edellytykset	Helsinki Valtioneuvosto (1923)
- Maantiet ja rautatiet Helsinki, Sarja	Taloudellisen neuvottelukunnan julkaisuja, 9-10. (1931)
- Jokioisten–Forssan rautatie 1898–1938 (1938)
- Muistikuvia: suomalaisia kulttuurimuistelmia  Otava (1946)